# Solsona (Ilocos Norte)
Solsona is een gemeente in de Filipijnse provincie Ilocos Norte op het eiland Luzon. Bij de laatste census in 2010 telde de gemeente bijna 23 duizend inwoners.

## Geografie

### Bestuurlijke indeling
Solsona is onderverdeeld in de volgende 22 barangays:
| - Aguitap - Bagbag - Bagbago - Barcelona - Bubuos - Capurictan - Catangraran - Darasdas - Juan - Laureta - Lipay | - Maananteng - Manalpac - Mariquet - Nagpatpatan - Nalasin - Puttao - San Juan - San Julian - Santa Ana - Santiago - Talugtog |

## Demografie
Solsona had bij de census van 2010 een inwoneraantal van 22.990 mensen. Dit waren 788 mensen (3,5%) meer dan bij de vorige census van 2007. Ten opzichte van de census van 2000 was het aantal inwoners gegroeid met 1.652 mensen (7,7%). De gemiddelde jaarlijkse groei in die periode kwam daarmee uit op 0,75%, hetgeen lager was dan het landelijk jaarlijks gemiddelde over deze periode (1,90%).

De bevolkingsdichtheid van Solsona was ten tijde van de laatste census, met 22.990 inwoners op 166,23 km², 138,3 mensen per km².